# Marianne Stoffels
Marianne Waegemans-Stoffels (née en 1910) était une joueuse d'échecs belge. 

## Biographie et carrière
Stoffels a été cinq fois championne de Belgique. Elle a gagné en 1938, 1939, 1940, 1942 et 1944. 
En 1939, elle a joué pour le titre mondial,à Buenos Aires. Elle y a joué contre Vera Menchik, la championne du monde en titre. Elle a joué un match nul contre Maria Teresa Mora Iturralde, qui était la seule élève connue de José Raúl Capablanca .
Elle a participé avec "Het chessboard" (un club anversois) à plusieurs reprises au tournoi interclub d'Anvers "The Silver Tower" dans les années 1929-1934. En 1929, la première édition du tournoi et en 1930, elle était habituellement sur le troisième des 12 échiquiers. Dans les années 1933 et 1934, elle était généralement au quatrième échiquier de la même équipe.

## Championnat du monde 1939
Le 7e championnat du monde féminin s'est déroulé pendant les Jeux olympiques d'échecs à Buenos Aires. 
Stoffels a marqué 7 points sur 19 matchs. 
Elle est s'est classée en 16e position sur 20 participants. 
Voici les résultats des parties qu'elle a joué,:
- Dora Trepat de Navarro - Marianne Stoffels ½-½
- Stoffels - Elena Raclauskiene 1-0
- Stoffels - Anabelle Lougheed ½-½
- Stoffels - Milda Lauberte 0-1
- Stoffels - Ma De Vergil 1-0
- Stoffels - Maria Berea de Montero 0-1
- Stoffels - Ingeborg Andersson 0-1
- Salome Reischer - Stoffels 1-0
- Maria Teresa Mora Iturralde - Stoffels ½-½
- Mona May Karff - Stoffels 1-0
- Stoffels - Vera Menchik 0-1
- Friedl Rinder - Stoffels 1-0
- Stoffels - Catharina Roodzant ½-½
- Stoffels - Sonja Graf-Stevenson 0-1
- Ruth Bloch Nakkerud - Stoffels ½-½
- Ingrid Larsen - Stoffels 0-1
- B Janeckova  - Stoffels 0-1
- Berna Carrasco Araya -Stoffels 1-0

## Parties jouées au sein du club "Zilveren toren"
1929 (2/7)
- Sohlberg -  Stoffels, Marianne ½-½
- Stoffels, Marianne - Van Wesemael 1-0
- Tensen - Stoffels, Marianne ½-½
- Stoffels, Marianne - Sohlberg 0-1
- Mees - Stoffels, Marianne 1-0
- Stoffels, Marianne - Biske 0-1
- Janssens - Stoffels, Marianne 1-0

1930 (2,5/7)
- Stoffels, Marianne - Van Hoek ½-½
- Stoffels, Marianne - Censor 1-0 (bewaard)[13]
- Van Praag - Stoffels, Marianne 1-0
- Stoffels, Marianne - Feinstein 0-1
- Zinger - Stoffels, Marianne 1-0
- Stoffels, Marianne - N.O. 1-0
- Shernetsky - Stoffels 1-0

1933 (2,5/6)
- Stoffels, Marianne - Jacobs, G. 0-1 (14/02/1933)
- Stoffels, Marianne - Zinger 1-0 (21/02/1933)
- Jurgens - Stoffels, Marianne 1-0 (08/03/1933)
- Van Gompel - Stoffels 0-1 (17/03/1933)
- Censor - Stoffels, Marianne 1-0 (25/03/1933)
- Stoffels, Marianne - Jurgens ½-½  (28/03/1933)

1934  (3/5)
- Stoffels - Weltjens, Leon 1-0 (06/02/1934)
- Jacobs, G. -  Stoffels ½-½ (16/02/1934)
- Schindelheim - Stoffels 0-1 (17/2/1934)
- Stoffels, Marianne - Dhont 0-1 (13/03/1934)
- Stoffels, Marianne - Tensen ½-½ (27/3/1934)